# Охраняемые территории Капской флористической области
Охраняемые территории Капской флористической области — объект Всемирного наследия ЮНЕСКО, который включает в себя ряд особо охраняемых природных зон на территории Западной Капской провинции и Восточной Капской провинции в ЮАР. Объект призван охранять разнообразие растительного мира капской флористической области, расположенной на юге Африки.

## Физико-географические характеристики
Объекты капской области находятся на юге и юго-западе ЮАР между побережьем и горными хребтами Седерберг и Свартберг:стр.2. Кластерный объект включает в себя восемь участков охраняемых территорий. Участки области, охраняемые ЮНЕСКО, расположены на полосе шириной 110 км и длиной 850 км:стр.2. Данные о площади объекта существенно различаются. Заявленная основная площадь на сайте ЮНЕСКО составляет составляет 5530 км², кроме того 13 150 км² составляет буферная зона. В базе данных охраняемых территорий общая площадь объекта составляет 44 240 км².
Высота над уровнем моря достигает максимума на пике Грут-Винтерхук (2077 метров):стр.3.

## Флора и фауна

Босмансбос

Объект является одной из 18 горячих точек биоразнообразия, объявленных ЮНЕСКО, около трети растений, произрастающих в капской области, являются эндемиками. 6191 вид растений-эндемиков капской области произрастает на территории объекта всемирного наследия, при этом на каждом участке количество видов превышает 1000. Такое разнообразие обусловлено разной высотой над уровнем моря, почвой и климатическими условиями. Помимо кустарниковой растительности финбош особый интерес учёных вызывает распространение семян муравьями и термитами, большой процент опыления насекомыми, а также реликтовые растения, позволяющие реконструировать растительный мир прошлого:стр.4.
Фауна территорий в целом не такая разнообразная как флора, однако высокий эндемизм находит отражение и здесь. В особенности это относится к лесным и горным потокам, пещерам. На охраняемых территориях обитают такие реликтовые животные как Peripatopsis leonina, Peripatopsis alba и Peripatopsis clavigera, которые мало изменились со своего появления. Замечено, что ареал реликтовых животных совпадает с ареалом реликтовых растений. Ряд территорий с особым животным биоразнообразием охраняется международными программами:стр.5.

## Охрана территории

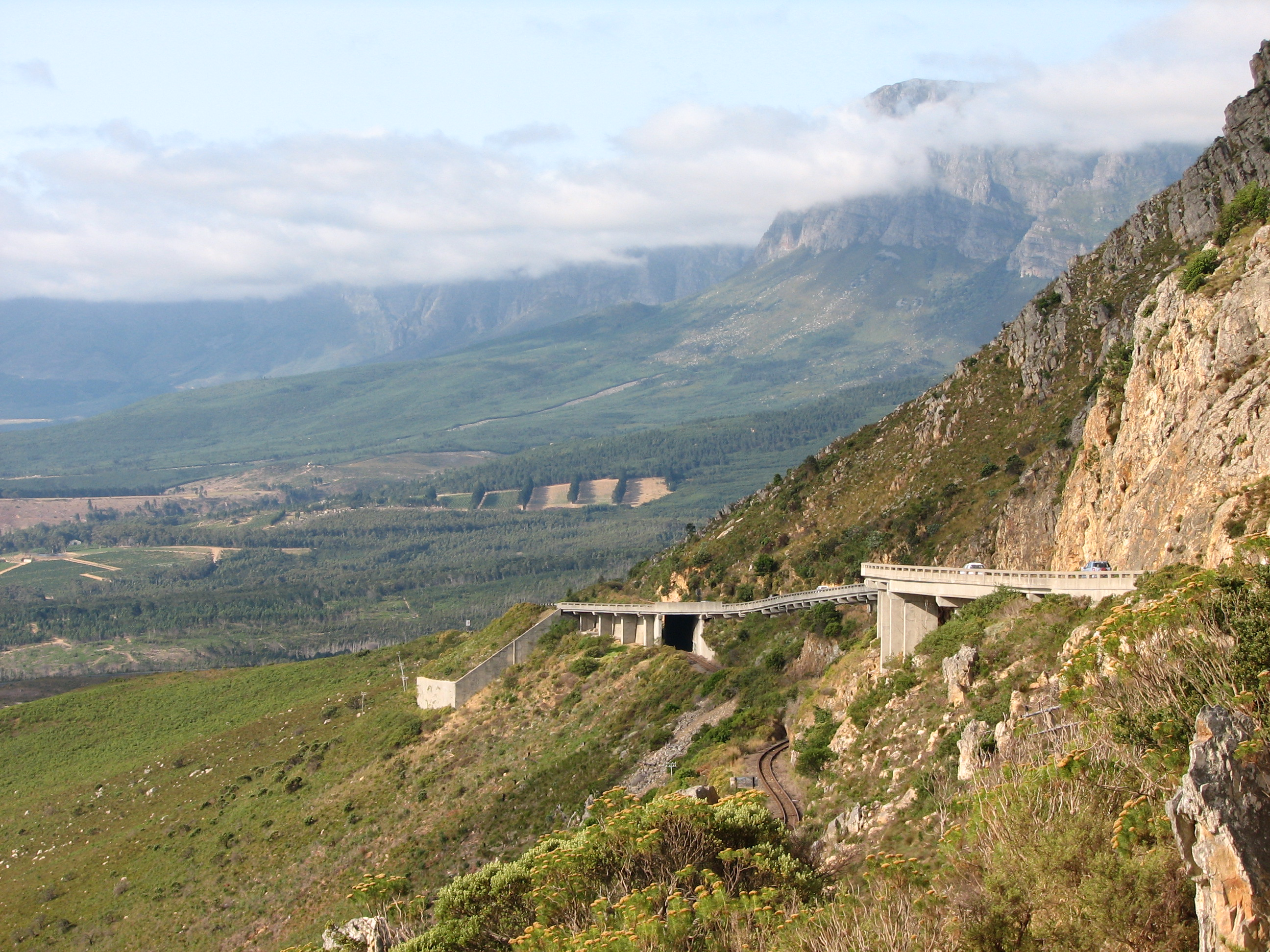
Хоттентотс-Холланд

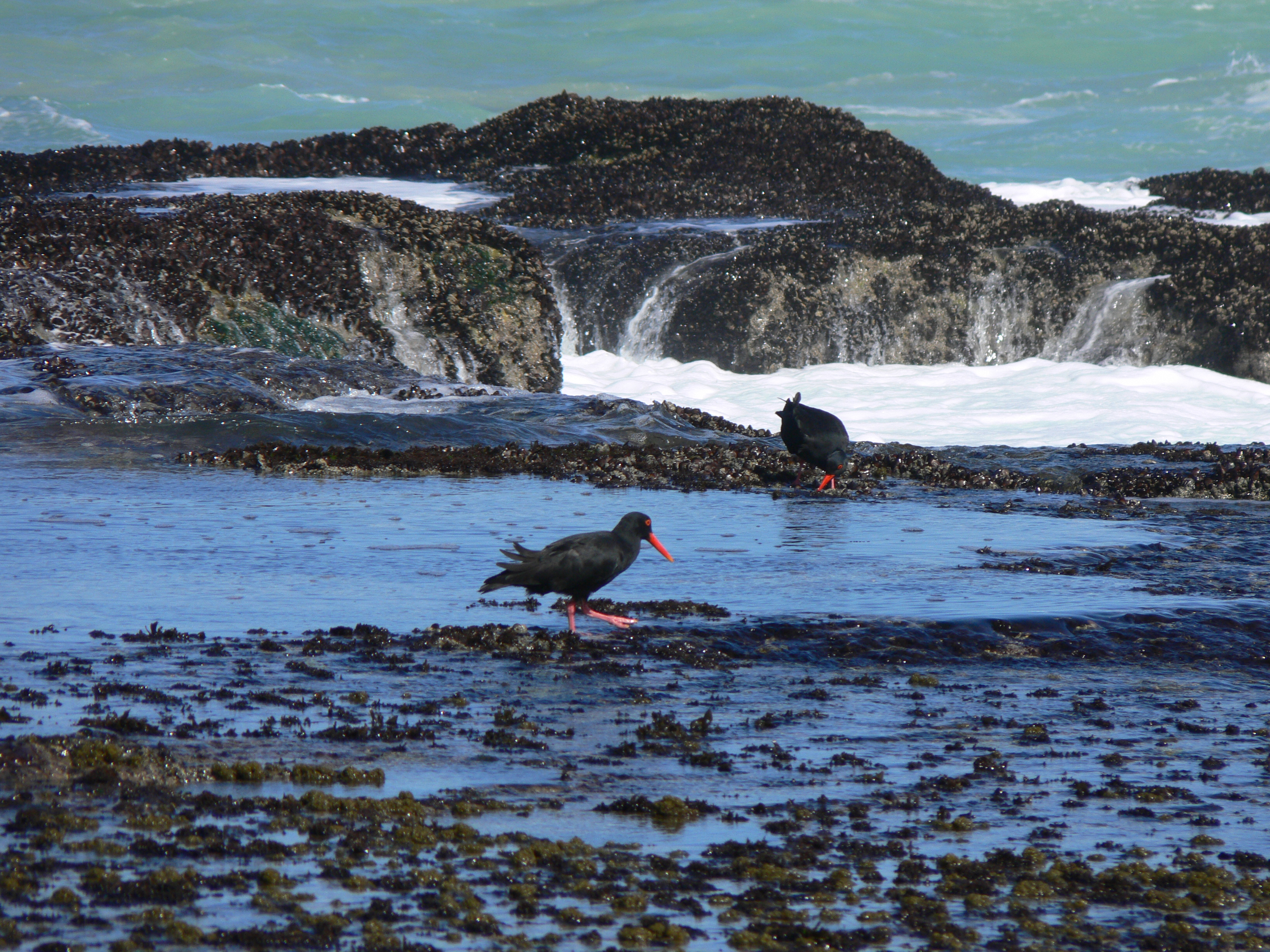
Де-Хуп

Объект Всемирного наследия включает в себя следующие особо охраняемые природные территории:
- Национальный парк Столовой горы (Table Mountain National Park), который раньше носил название Кейп-Пенинсула[4];
- Дикорастущая область Седерберг (Cederberg Wilderness Area);
- Дикорастущая область Грут-Винтерхук (Groot Winterhoek Wilderness Area);
- Горный комплекс Боланд (Boland Mountain Complex):
  - Государственный лес Когелберг (Kogelberg State Forest);
  - Природный заповедник государственный лес Лимитберг (Limietberg Nature Reserve (State Forest));
  - Природный заповедник Хоттентотс-Холланд (Hottentots Holland Nature Reserve);
  - Природный заповедник государственный лес Джонкершок (Jonkershoek State Forest (Nature Reserve));
  - Природный заповедник Ассигаибош (Assegaaibosch Nature Reserve);
- Природный заповедник Де-Хуп (De Hoop Nature Reserve);
- Дикорастущая область государственный лес Босмансбос (Boesmansbos State Forest (Wilderness Area));
- Комплексный природный заповедник Свартберг (Swartberg Nature Reserve Complex):
  - Государственный лес Грут-Свартберг (Groot Swartberg State Forest / Nature Reserve);
  - Государственный лес Свартберг-Ист (Swartberg East State Forest / Nature Reserve);
- Природный заповедник Гамкапурт (Gamkapoort Nature Reserve);
- Охраняемая территория Бавиаанклуф (Baviaanskloof Protected Area):
  - Природный заповедник Бавиаанклуф (Baviaanskloof Nature Reserve);
  - Государственный лес Бавиаанклуф (Baviaanskloof State Forest);
  - Заповедная территория Бавиаанклуф (Baviaanskloof Conservation Area).

## См. Также
- Биомы Южной Африки